# 班布勒
班布勒是挪威泰勒马克郡的市镇，行政中心为朗厄松村。市镇面积为304.40平方公里，人口数量为14,172人（2023年），人口密度为每平方公里50.2人。